# کورین میشل وست
کورین میشل وست (انگلیسی: Corinne Michelle West؛ ۱۹۰۸ – ۱۹۹۱) نقاش اهل ایالات متحده آمریکا بود.
در سال ۱۹۰۸ در ایلینویز به دنیا آمد. وست پس از مطالعه موسیقی و هنر در نوجوانی‌اش در اوهایو، اوایل بیست سالگی بود که به نیویورک رفت. در نیویورک نقاشی را نزد هانس هوفمان نقاش اثرگذار آلمانی-آمریکایی آموخت. وست می‌دانست که برای شکوفایی نیاز به فضایی وسیع دارد و از همین رو پس از شش ماه، کلاس‌های هافمن را رها کرد. وقتی دوستی پیشنهاد آشنایی وست را با آرشیل گورکی هنرمند ارمنی داد، وست بلافاصله رد کرد. اما وست و گورکی سرانجام همدیگر رادر سال ۱۹۳۵ ملاقات کردند. به پیشنهاد گورکی نام دخترانه‌اش، کورین را با این توجیه که زیادی دخترانه‌ است به نام مردانه میکائل تغییر داد.  آن دو سرانجام از هم جدا شدند. گورکی توقع داشت وست پس از ازدواج، دو بچه به دنیا بیاورد و در ضمن اداره امور او را هم بر عهده بگیرد. وقتی وست دست به کار خلق تابلوی نور کور کننده شد که طی سال های ۱۹۴۷ تا ۱۹۴۸ به طول انجامید، هنر انتزاعی آمریکا دوران توسعه فرم‌گرایانه‌ای را سپری می‌کرد. در سال ۱۹۹۱ در نیویورک، ناشناخته و در عسرت درگذشت.